# Загадочный древолаз
Загадочный древолаз (лат. Excidobates mysteriosus) — вид бесхвостых земноводных из семейства древолазов, обитающий в Южной Америке.

## Описание
Длина тела 27—29 мм. Окраска чёрная или коричневая в белый горошек по всему телу. Хотя расположение пятен может сильно варьировать, есть одно пятно под подбородком и яйцевидное пятно на нижней поверхности бёдер. Кожа спины зернистая. Первый палец немного короче, чем второй, хотя хорошо развит.
Головастики чёрные. Зубная формула — 2(2)/3(1).

## Распространение
Встречается на высоте 900—1100 м над уровнем моря в районе Кахамарка, Перу. Этот район является сухим в течение нескольких месяцев, и амфибии в это время живут в бромелиевых. В сезон дождей взрослые и подростки встречаются на земле, где ловят мелких насекомых.
Кроме того, содержится в зоопарке Парк дикой природы имени Даррелла.

## Размножение
Самцы издают брачные крики, сидя в бромелиевых, повторяя их несколько раз в минуту. Икринки откладываются в прицветники. Самцы переносят головастиков в бассейны бромелиевых.

## Тенденции и угрозы
Территория вблизи района обитания почти полностью уничтожена ради высадки кофейных деревьев. Кроме того, этих лягушек отлавливают ради продажи на чёрном рынке.

## Фотогалерея

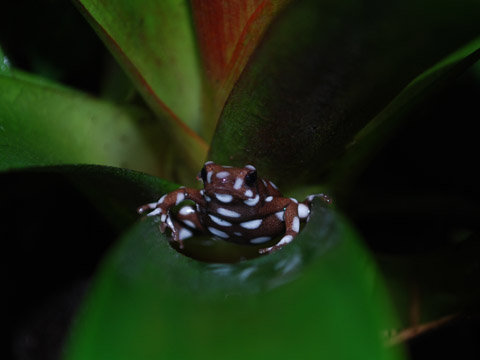
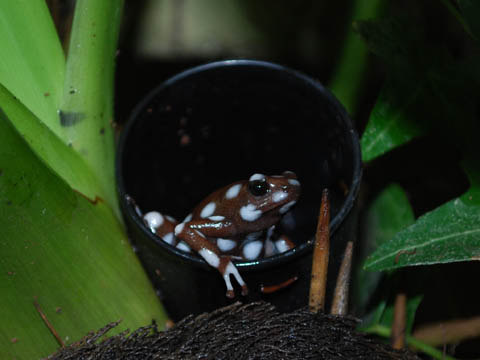